# Euxoa campestris
Euxoa campestris är en fjärilsart som beskrevs av Augustus Radcliffe Grote 1875. Euxoa campestris ingår i släktet Euxoa och familjen nattflyn. Inga underarter finns listade i Catalogue of Life.